# Liste der Regierungschefs von Mauritius
Dies ist eine Liste der Premierminister von Mauritius seit der Erlangung der Unabhängigkeit 1968. Ein Premierminister war schon Chief Minister in britischer Kolonialzeit.

## Liste der Amtsinhaber
| Nr.  | Name (Lebensdaten)                     | Amtszeit           | Amtszeit           | Partei   | Bemerkungen                            |
| Nr.  | Name (Lebensdaten)                     | Beginn             | Ende               | Partei   | Bemerkungen                            |
| ---- | -------------------------------------- | ------------------ | ------------------ | -------- | -------------------------------------- |
| 1.   | Seewoosagur Ramgoolam (* 1900; † 1985) | 12. März 1968      | 30. Juni 1982      | PTR      | Chief Minister seit 26. September 1961 |
| 2.   | Anerood Jugnauth (* 1930; † 2021)      | 30. Juni 1982      | 15. Dezember 1995  | MMM, MSM |                                        |
| 3.   | Navin Ramgoolam (* 1947)               | 15. Dezember 1995  | 11. September 2000 | PTR      |                                        |
| (2.) | Anerood Jugnauth (* 1930; † 2021)      | 12. September 2000 | 7. Oktober 2003    | MSM      | zweites Mal im Amt                     |
| 4.   | Paul Bérenger (* 1945)                 | 7. Oktober 2003    | 5. Juli 2005       | MMM      |                                        |
| (3.) | Navin Ramgoolam (* 1947)               | 5. Juli 2005       | 17. Dezember 2014  | PTR      | zweites Mal im Amt                     |
| (2.) | Anerood Jugnauth (* 1930; † 2021)      | 17. Dezember 2014  | 23. Januar 2017    | MSM      | drittes Mal im Amt                     |
| 5.   | Pravind Jugnauth (* 1961)              | 23. Januar 2017    | 13. November 2024  | MSM      |                                        |
| (3.) | Navin Ramgoolam (* 1947)               | 13. November 2024  | amtierend          | PTR      | drittes Mal im Amt                     |